# Selección de hockey sobre patines de Andorra

## Selección andorrana en 2009
- Marc Vila (p)
- Nelson Alves (p)
- Marc Montardit
- Juan Sebastián
- Àlex Martín
- Ramón Bassols
- Ivan Vilaró
- Manu Rodríguez
- Marc Martín
- Àlex Maestre

- Seleccionador: Climent Padrós

- Datos: Q3390737